# Karl Kahane
Karl Kahane (* 20. März 1920 in Wien; † 28. Juni 1993 in Venedig) war ein österreichischer Unternehmer, wirtschaftspolitischer Berater und enger Freund von Bundeskanzler Bruno Kreisky.

## Leben
Kahane war mit den Betrieben Montana AG, Bank Gutmann AG (Übernahme 1957), Jungbunzlauer AG und Terranova finanziell sehr erfolgreich. Auch die Veitscher Magnesitwerke AG und die Donau Chemie AG gehörten zu seinem Besitz. Er gründete die Karl Kahane Stiftung, die friedenspolitische Aktivitäten vor allem im Zusammenhang mit dem Nahost-Konflikt fördert. Außerdem war er Mitbegründer des Bruno Kreisky Forums.
Zeit seines Lebens war Kahane aktiv am Zustandekommen einer friedlichen Koexistenz von Ägypten, den Palästinensergebieten und Israel interessiert. So unterstützte er während der ersten Friedensgespräche zwischen Ägypten und Israel die handelnden Politiker in ihren Bestrebungen und wurde dadurch ein enger Freund des damaligen ägyptischen Präsidenten Anwar as-Sadat. Des Weiteren pflegte er gute Kontakte zu Jassir Arafat. Seine Verbundenheit mit den Palästinensern resultierte laut Karl Kahane aus seiner Loyalität „zu den Schwachen und Benachteiligten in der Welt“.
Karl Kahane hatte drei Kinder: Patricia Kahane (* 1953), Emil Alexander Kahane (* 1955) und Marie-Rose Kahane (* 1956).

## Auszeichnungen
- Offizier der Ehrenlegion[3]